# Ľudovítová
Ľudovítová (do roku 1948 Lajšová) je obec na Slovensku v okrese Nitra. Žije v ní 239 obyvatel.

## Historie
Archeologické nálezy dokládají neolitické osídlení krajiny v okolí vesnice. Její historie se odvíjí od 13. století, kdy nitranské opatství vyčlenilo část území Jelšovec a darovalo rytíři Lajosovi (Ľudovítovi) za jeho vojenské služby.
První písemná zmínka o vsi pochází z roku 1358, kdy je uváděná jako „Layos prope Vichap“ (Ľudovítová při Výčapech). Další písemné zdroje uvádějí v roce 1389 a 1404 obec Lajosfolua, která patřila drobným zemanům, později (1577) patřila nájemcům. Až do konce 18. století patřila hraběcímu rodu Nyáryů a od konce 18. století rodině Ghylányů.
Další názvy:
- 1773 Lajosfalva, Lojschow, Lojssow,
- 1786 Lajoschfalwa, Lajssow,
- 1808 Lajosfalva, Lajossowá,
- 1863–1907 Lajosfalu,
- 1913 Lajos, 1920 Lajošová,
- 1927–1948 Lajšová, Lajos
- maďarsky Lajos, Lajosfalu, Lajosújfalu.

Od roku 1948 se vesnice jmenuje Ľudovítová. V roce 1960 byla připojena k obci Výčap-Opatovce a v roce 1994 se osamostatnila.

## Přírodní poměry
Obec leží na jihovýchodní části Nitranské pahorkatiny na terase a v údolí řeky Nitry. Odlesněné území se rozkládá na převážně aluviální rovině a pahorkatině, která zasahuje na východu k úpatí Tribečských vrchů, je tvořena třetihorními usazeninami pokrytými spraší a údolními usazeninami. Převládá zemědělská půda s černozemí, hnědozemí a nivní půdou. Asi deset hektarů zaujímají rybníky, které vznikly přehrazením ramen řeky Nitry.

## Pamětihodnosti
- V obci se nachází zámek z 18. století, v minulosti obýván rodem Nyáryů a později Ghylányů až do roku 1950. Pak byl využíván jako školící středisko Okresního výboru KSS v Nitře. V letech 1960 až 1968 sloužil se skleníky pro výuku dívek odborného učiliště, obor zahradnictví a zelinářství. Od roku 1968 zde byl domov důchodců, který se změnil na ústav sociální péče pro mentálně postižené ženy.
- Na místním hřbitově stojí barokní kaple postavená v roce 1773 Adamem Ghylánym. Kaple je zasvěcená svatému Antonínovi. V roce 1950 v kapli do rodinné krypty byla pohřbena poslední majitelka zámku Sidónie Gylányová.
- Památník obětem první světové války je na hřbitově.
- Na pomezí katastrů Ľudovítová a Výčap-Opatovce na Tureckém poli stojí Turecký kříž. V letech 1682–1683 zde utrpěli Turci největší porážku při dobývání Hornonitranského údolí.[2]